# Mission photographique de la DATAR
La mission photographique de la DATAR (Délégation interministérielle à l'aménagement du territoire et à l'attractivité régionale), est une commande publique passée au départ, en 1984, à douze photographes. L’objectif est de « représenter le paysage français des années 1980 ».

## Description
Le projet trouve son origine dans les décisions prises le 18 avril 1983 par le comité interministériel d'aménagement du territoire (CIAT). Parmi ces décisions figurait en effet le financement d'un projet de « photographie de la France ». Le lancement de la mission est officiellement annoncé le 25 janvier 1984 lors d'une conférence de presse tenue par Bernard Attali, alors délégué à l'aménagement du territoire. Bernard Latarjet et François Hers assurent la direction de la mission.
Conçu comme un projet ponctuel d’une année, le projet a pris de l’ampleur et ce sont finalement vingt-huit photographes, français et étrangers, qui ont parcouru la France pour constituer un fonds de 2 000 images. Celles-ci, ainsi que les planches contacts d'environ 200 000 prises de vues, sont conservées à la Bibliothèque nationale de France. 
En juin 2013, plus de 1 200 images de la mission photographique sont mises en ligne en accès libre sur un site dédié.

## Photographes
- Dominique Auerbacher
- Lewis Baltz
- Gabriele Basilico
- Bernard Birsinger
- Alain Ceccaroli
- Marc Deneyer
- Raymond Depardon
- Despatin & Gobeli
- Robert Doisneau
- Tom Drahos
- Philippe Dufour
- Gilbert Fastenaekens
- Pierre de Fenoÿl
- Jean-Louis Garnell
- Albert Giordan
- Frank Gohlke
- Yves Guillot
- Werner Hannapel
- François Hers
- Josef Koudelka
- Suzanne Lafont
- Christian Meynen
- Christian Milovanoff
- Vincent Monthiers
- Richard Pare
- Hervé Rabot
- Sophie Ristelhueber
- Holger Trülzsch